# The Advertiser (Adelaide)

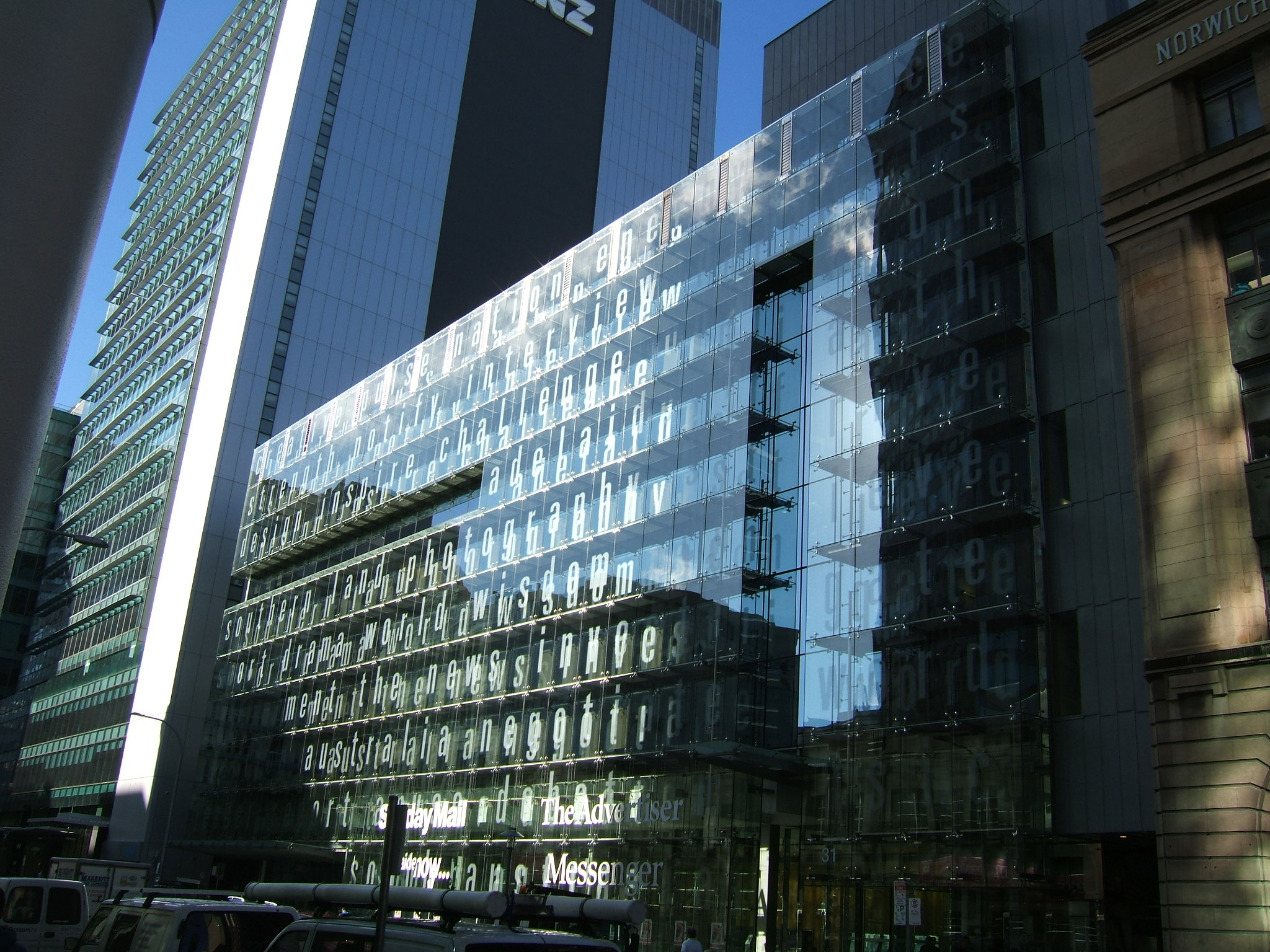
Escritório sede do jornal em Adelaide (foto de 2010)

The Advertiser é um jornal diário de notícias australiano, fundado em 12 de julho de 1858 e sediado na cidade de Adelaide, Austrália Meridional. Originalmente chamado The South Australian Advertiser, posteriormente passou a ser publicado diariamente, de segunda a sábado. Sua edição de domingo é intitulada Sunday Mail. 
Fundado por John Henry Barrow, que exerceu os papéis de reverendo congregacional e político no sul da Austrália no século XIX, o jornal foi adquirido por Keith Murdoch na década de 1950 e posteriormente assumido por seu filho, Rupert Murdoch, em 1987. Atualmente, o periódico pertence à News Corporation.